# Cerrah
Cerrah ist eine türkische ehemalige Gemeinde im Landkreis İnegöl der Provinz Bursa. Seit der letzten Gebietsreform ist Cerrah ein Ortsteil der Kreisstadt İnegöl.
Cerrah liegt etwa fünf Kilometer westlich von İnegöl und ist damit über eine Landstraße verbunden. Die Entfernung zur nordwestlich liegenden Provinzhauptstadt Bursa beträgt etwa 35 Kilometer Luftlinie. Der Ort liegt an dem Fluss Kalbur Deresi, der weiter nördlich hinter İnegöl in den Koca Çay mündet.